# Veinte de Abril, Durango
Veinte de Abril är en ort i Mexiko.   Den ligger i kommunen San Bernardo och delstaten Durango, i den centrala delen av landet, 1 000 km nordväst om huvudstaden Mexico City. Veinte de Abril ligger 1 744 meter över havet och antalet invånare är 201.
Terrängen runt Veinte de Abril är varierad. Veinte de Abril ligger nere i en dal. Runt Veinte de Abril är det mycket glesbefolkat, med 2 invånare per kvadratkilometer. Närmaste större samhälle är Villa Ocampo, 19,2 km nordost om Veinte de Abril. Omgivningarna runt Veinte de Abril är i huvudsak ett öppet busklandskap.